# María Martín Zorraquino
María Antonia Martín Zorraquino (15 de mayo de 1948, Zaragoza, España) es una lingüista española, Catedrática de Lengua Española en la Universidad de Zaragoza y académica correspondiente de la Real Academia Española.
Sus trabajos se han centrado en la sintaxis de la oración simple (desde una perspectiva esencialmente sincrónica, pero con atención también a los aspectos diacrónicos); en la gramática y pragmática del discurso y en la variación lingüística, con aplicación, sobre todo, al ámbito de Aragón.

## Trayectoria académica
Martín Zorraquino es Licenciada en Filología Románica por la Universidad de Zaragoza y Doctora en Filología Románica por la misma universidad (título, este último, que obtuvo con la tesis Las construcciones pronominales y su situación en la lengua antigua. Con referencia especial al Cantar de Mio Cid) bajo la dirección de Félix Monge.
Desde 1981 es catedrática numeraria de Lengua Española en la Universidad de Zaragoza, convirtiéndose, así, en la primera mujer en ocupar dicho cargo en España. Fue Profesora Adjunta de Universidad de Gramática General y Crítica Literaria y profesora Agregada de Universidad de Lengua Española, siempre en la Universidad de Zaragoza. También ha sido profesora visitante en la Universidad de Zürich (1980-1981) y en la Universidad de Cádiz (1999).
Ha sido también Directora y Delegada del Rector en los Cursos de Verano de la Universidad de Zaragoza en Jaca; miembro de varios consejos de redacción de revistas científicas, de la Junta Directiva de la Sociedad Española de Lingüística, de la Asociación para la Enseñanza del Español a Extranjeros (ASELE), del Bureau Exécutif de la Société de Linguistique Romane, del Consejo Asesor de Investigación de la Comunidad Autónoma de Aragón (Áreas Humanísticas), del Comité de Evaluación del Profesorado de la ANECA y del Comité de Lingüística, Filología y Filosofía de la CNEAI. Ha sido, además, Chief Examiner de Español A para el International Baccalaureate Office de la UNESCO y Coordinadora de Lengua Española para COU (1981-1988) y para COU / LOGSE desde noviembre de 2001 en la Universidad de Zaragoza.
Además de ser académica correspondiente de la RAE, también lo es de la Academia Cubana de la Lengua, de la Academia Panameña de la Lengua y de la Academia Boliviana de la Lengua. Ha sido biógrafa destacada de María Moliner.
Ha participado en la Gramática Descriptiva de la Lengua Española (dirigida por Ignacio Bosque y Violeta Demonte), Espasa-Calpe, 1999 (cap. 63, en colaboración con J. Portolés Lázaro: “Los marcadores del discurso”).

## Publicaciones
Entre sus publicaciones destacan los siguientes libros individuales y colectivos:
- Ejercicios de español para clase y laboratorio de idiomas (dos volúmenes con claves y casetes) (en colaboración con Hans Kundert), Madrid, Alhambra, 1976[16]
- Las construcciones pronominales en español. Paradigma y desviaciones. Madrid, Gredos, 1979
- El lenguaje de los medios de comunicación. Zaragoza, Asociación de la Prensa, 1990
- Estudio sociolingüístico de la Franja Oriental de Aragón  (2 vols.) (con M. R. Fort Cañellas, M. L. Arnal Purroy y J. Giralt Latorre), Zaragoza, Gobierno de Aragón / Universidad de Zaragoza, 1995[17]
- Los marcadores del discurso. Teoría y análisis (coord. en colaboración con E. Montolío Durán), Madrid, Arco / Libros, 1998[18]
- Las lenguas de Aragón (en colaboración con J. M. Enguita Utrilla), Zaragoza, Caja de Ahorros de la Inmaculada (CAI 100), 2000[19]
- Morfología y español como lengua extranjera (editado junto con D. Serrano-Dolader y J.F. Val Álvaro), Zaragoza, Prensas Universitarias de Zaragoza, 2009[20]
- Aspectos de la subjetividad en el lenguaje (editado junto con D. Serrano-Dolader y M. Porroche), Zaragoza, Institución Fernando El Católico, 2015
- El Cours de linguistique générale (1916) de Ferdinand de Saussure: algunas reflexiones, desde la lingüística hispánica, en el centenario de su publicación. Zaragoza, Prensas de la Universidad de Zaragoza, 2016[21]